# Берті Форбс
Берті Чарльз Форбс (англ. Bertie Charles Forbes; 14 травня 1880, Нью-Дір — 6 травня 1954, Нью-Йорк) — шотландсько-американський фінансовий журналіст, письменник, засновник журналу «Forbes».

## Біографія
Берті Чарльз Форбс народився в шотландському селищі Нью-Дир у багатодітній родині кравця. Серед десятьох дітей він був шостим. Берті почав працювати доволі рано: вже в 14 років кинув школу і влаштувався складачем за 75 центів на тиждень. Причому влаштувався помилково. Думав, що йому відразу доручать написання текстів, чого він завжди хотів.
Через 7 років вивчився на стенографа (що було обов'язковою умовою для репортерів того часу) і став журналістом в одній з місцевих газет.
У 1904 році Форбс залишив Шотландію. Спочатку попрямував до Південної Африки, намагаючись забути свою колишню дівчину, яка вийшла заміж за іншого. Потім вирушив до США. Перший час Форбс працював у різних фінансових виданнях. Незабаром на його старання звернув увагу медіамагнат Вільям Рендолф Герст і запропонував Берті роботу фінансовим редактором у своєму журналі «Нью-Йорк Америкен». Згодом Форбс завдяки таланту й сміливості став найпопулярнішим фінансовим журналістом. Він не боявся різко критикувати багатих і успішних людей і дуже засмучувався, коли його висловлювання вирізав редактор.
У 1917 році Форбс заснував журнал, який хотів назвати «Справи і їх вершителі» (Doers and Doings), але за порадою друзів назвав своїм ім'ям. За життя Форбса його журнал так і не став лідером: у журналу з'явилися більш успішні конкуренти (наприклад «Business Week» і «Fortune»). У роки Великої депресії журнал не окуплявся і Берті Чарльз виплачував редакційні витрати з власних журналістських гонорарів, які отримував в інших виданнях. Тираж при Берті Форбсі не перевищував 100 тисяч примірників, що доволі скромно для США.
У 1928 році Герст запропонував викупити «Forbes» за $10 млн, але Берті відповів відмовою, мотивуючи це «спробою зберегти єдиний незалежний журнал в Америці».
Форбс помер 6 травня 1954 року. Його тіло було повернуто в рідну Шотландію — він похований у рідному селищі на кладовищі «Hill of Culsh».